# M Countdown
《M Countdown》（直译：「M / 音乐 倒计时」）是韓國Mnet頻道的一檔音樂榜單節目，每週選出時下流行音樂前50名的榜單，並邀請歌手及樂隊現場表演最新最流行的音樂作品，於每週四韓國時間下午6點播出。
於韓國時間逢星期四下午6點至8點於Mnet電視頻道及官方網頁 （页面存档备份，存于）進行直播。tvN Asia（曾改名為Channel M）曾在香港、日本、美國、台灣等國家和地區播出本節目（2016年11月4日起暫停播放）
直至2017年4月20日開始，節目採用special MC 制，每集都由不同藝人作出主持。
另本節目也曾在日本（埼玉、橫濱、千葉）、美国（洛杉磯、紐約）、中國大陸（上海）、泰國（曼谷）、台湾（台北）、法國（巴黎）及墨西哥（墨西哥市）等地錄製海外特輯，詳見M Countdown特別活動。

## 爭議
- 2017年6月2日，在6月第二週冠軍得主的事前投票中，SISTAR、TWICE候補機會遭製作單位惡意取消，並以「只要結束音樂節目活動，就不會出現在事前投票的候選名單中」為理由說明。[1]

- 官網因調動關係，現無法得知事前投票截止後的投票情況，且從原來的40名制縮減至20名制。

- 2019年5月16日，節目中NU'EST以7,668的分數擊敗OH MY GIRL的7,617分數，事後被發現OH MY GIRL在SNS方面的分數有問題，而當晚M Countdown也在官方推特上承認分數計算上的錯誤，並更正OH MY GIRL總分為8,117且宣布為當日一位得主。[2]

## 相關節目
- SBS funE《THE SHOW》
- MBC M《Show Champion》
- KBS 2TV《Music Bank》
- MBC《Show! 音樂中心》
- SBS《人氣歌謠》
- Mnet《M Countdown特別活動》

## 外部連結
- 官方网站
- M Countdown的Facebook專頁 （英文）
- M Countdown的X（前Twitter）